# سفارة تشيلي في المملكة المتحدة
سفارة تشيلي في المملكة المتحدة هي أرفع تمثيل دبلوماسي لدولة تشيلي لدى المملكة المتحدة. تقع السفارة في لندن وهي تهدف لتعزيز المصالح التشيلية في المملكة المتحدة.

## وصلات خارجية
- قائمة سفارات تشيلي
- قائمة السفارات في المملكة المتحدة